# Papyrus Hauniensis de legatis et fideicommissis
Der Papyrus Hauniensis de legatis et fideicommissis (veröffentlicht 1985 unter dem Titel Papyri Graecae Haunienses (III Nr. 45)) ist ein auf das 4. Jahrhundert datierter Papyruskodex des klassischen römischen Rechts der Severerzeit mit unbekannter Urheberschaft. Es wird davon ausgegangen, dass die Schrift aus der Gegend Fayyum in Ägypten stammt.

## Formale Bedeutung
Die umfangreiche Textmenge, die mehr als hundertsiebzig – zur Hälfte unvollständige – Textzeilen aufweist, verteilt sich auf mehrere Fragmente, die an verschiedenen Orten (Kopenhagen, Neapel und Kairo) verwaltet werden.
Die Fragmente sind für die romanistische Forschung bedeutsam, weil sie Kommentarliteratur mit außergewöhnlich vielen Papinian-Zitaten wiedergeben. Auch Ulpian und Pomponius kommen mehrfach sowie Paulus und Celsus je einmal zu Wort. Kommentiert werden das titelgebende Recht der Legate, Vermächtnisrecht („de legate“), und damit wesensverwandtes Recht, das des Fideikommisses, Erbschaftsverpflichtungen („et fideicommissis“). Das Artepitheton „hauniensis“ leitet sich vom lateinischen Wort Haunia für Kopenhagen ab, wo sich das Archiv für das größte der Bruchstücke befindet.
Einer Textgattung kann das Fragment nicht zweifelsfrei zugeordnet werden. Die einen erkennen darin eine Abhandlung im Stile eines Traktats, weil keine Werktitel der Zitatgeber eingefügt sind, andere ordnen es der Institutionenliteratur zu, was auf ein juristisches Anfängerlehrbuch schließen ließe. Auch wird vertreten, dass ein kasuistischer Literaturtyp in Betracht kommt, für den regelmäßig deduktive Werke wie die Disputationes oder die Quaestiones merkmalprägend sind. Veröffentlicht wurde der Text 1985 als „Juristisches Lehrbuch“. Der Autor ist ein Anonymus, wenngleich Ulpian, Marcian und ganz vornehmlich Modestin schon als Verfasser erwogen worden sind. Teils hält man es für möglich, dass der Verfasser ein Post-Ulpianist ist.

## Materielles Recht
In materiell-rechtlicher Hinsicht wurden schwierige Fragen erörtert. Erstmals erscheint das Konzept der Erbfähigkeit von municipia und coloniae, Siedlungen als incertae personae. Solche wurden als Gesamthandsverbände, die einen wechselnden Personenbestand aufweisen, in erbrechtlichen Belangen nie in Betracht gezogen.
Auch (nicht) konfirmierte Kodizille, die vor Testamentserrichtung verfertigt wurden, erhielten einen neuen rechtlichen Blickwinkel. Denn da sich der Wille eines Erblassers zu Lebzeiten stets wandeln könne, war die Wirksamkeit kodizillarischer Verfügungen stets abhängig von einer testamentarischen Bestätigung. Fiel diese aus und war der Wille nicht explizit erklärt worden, wurde nunmehr nach Indizien für den Willen des Erblassers gesucht.
Sehr umstritten war auch, mit welchen Konsequenzen der Vermächtnisnehmer rechnen musste, wenn er die ihm zugewandte Sache veräußerte. Behandelt wurde die Verfügung als Vermächtniswiderruf.
Fraglich war auch, ob der Vormund beim Erwerb eines Universalfideikommisses durch den Mündel (pupillus) mitwirken musste (tutoris  auctoritas). Als Argument trat das vorgeprägte Bild in Erscheinung, dass gegebene Umstände (facta) nicht Recht (ius) brechen.
Letztlich wurden im Lichte der lex Aelia Sentia Probleme erörtert, die eine insolvente Erbschaft für die Wirksamkeit und den Vollzug einer fideikommissarischen Freilassung des Sklaven nach sich ziehen.